# Брагинский, Александр Владимирович
Александр Владимирович Брагинский (15 февраля 1920 года — 2 августа 2016 года) — советский и российский кинокритик, переводчик, киновед, историк и теоретик кино, искусствовед.

## Биография
Учился в 1-м Московском педагогическом институте иностранных языков (выпуск 1941 года). 
Член ВКП(б) с 1944 года. Печатался с 1948 года. Член Союза кинематографистов СССР.
Автор ряда научно-популярных работ по французскому киноискусству. Отличительной чертой книг Александра Брагинского является простое, доступное изложение, что делает его труды интересными не только узкому кругу специалистов-киноведов.
Самостоятельно перевёл ряд сценариев и книг по кино, в том числе сочинения Л. Муссинака. Помимо научно-популярной и публицистической литературы, переводил многих французских авторов (Александра Дюма-отца, Себастьяна Жапризо).
Составитель и переводчик книг «Рене Клер» (1961), «Ле Шануа» (1972, автор очерка), «Жан Виго» (1979), «Кристиан-Жак» (1981, автор очерка).
Лауреат Премии Гильдии киноведов и кинокритиков России в категории «Литература о кино» (за серию книг о мастерах кино Франции) (1999).
Исполнил главную роль — Жоржа Мельеса — в фильме Олега Дормана «Etude de Lumiere» (1988).

## Сочинения
- Брагинский А. В. Актеры французского кино. М.: ВБПК, 1986.
- Брагинский А. В. Актеры французского кино. Вып. 2. М.: Киноцентр, 1988.
- Брагинский А. В. Жан-Поль Бельмондо. В кино и в жизни. М.: Панорама, 1997.
- Брагинский А. В. Жан-Поль Бельмондо. В кино и в жизни. Ростов-на-Дону: Феникс, 1998.
- Брагинский А. В. Жерар Депардье. Украденные письма. Ростов-на-Дону: Феникс, 1998.
- Брагинский А. В. Ален Делон. В любви и жизни. Ростов-на-Дону: Феникс, 1999.
- Брагинский А. В. Катрин Денёв. М.: Панорама, 2000.
- Брагинский А. В. «Роже Вадим. Три самых прекрасных женщины» (перевод).